# Seina Saito
Pour les articles homonymes, voir Saito.
Pas d'image ? Cliquez ici

a Compétitions nationales et continentales officielles uniquement.

b Matchs officiels uniquement.
Dernière mise à jour le 28 juillet 2025.
Seina Saito (齊藤 聖奈, Saitō Seina), née le 30 mai 1992, est une joueuse internationale japonaise de rugby à XV et à sept. Très polyvalente, elle peut évoluer aux postes de talonneur, troisième ligne aile et troisième ligne centre.
Elle est capitaine des Sakura pendant plusieurs années et est la joueuse japonaise la plus capée.

## Biographie
Seina Saito naît le 30 mai 1992.
Elle dispute la Coupe du monde 2017 en Irlande, elle est capitaine de l'équipe du Japon. Les Sakura perdent leurs trois matchs.
En 2019, elle est sélectionnée pour jouer avec les Barbarians.
En 2022, elle joue pour le club des Mie Pearls (ja) dans la préfecture de Mie. Elle compte 32 sélections en équipe du Japon quand elle est retenue en septembre pour disputer sa deuxième Coupe du monde, cette fois organisée en Nouvelle-Zélande. Comme en 2017, les Sakura subissent trois défaites en trois matchs.
En 2023, elle participe à la première édition du WXV, organisée en Afrique du Sud.
En 2024, profitant d'un partenariat entre les Mie Pearls et les Chiefs Manawa, elle part jouer en Nouvelle-Zélande avec la franchise d'Hamilton, à l'initiative de l'entraineuse Crystal Kaua qui connaît Seina Saito pour l'avoir entrainée pendant cinq ans à Mie. Elle est la première Japonaise à jouer en Super Rugby Aupiki, ce dont elle se dit très fière. Elle découvre chez les Chiefs Manawa un jeu libre, basée sur l'initiative et l'adaptation, en rupture complète avec le rugby structuré pratiqué au Japon. En fin d'année, elle est sélectionnée pour le WXV.
De retour au Japon en 2025, elle joue la finale du championnat national face au Tokyo Sankyu Phoenix (défaite 5-13).
En juillet 2025, comptant désormais 49 capes en équipe nationale, elle est à nouveau retenue pour la Coupe du monde.

## Palmarès
- Finaliste du Championnat du Japon en 2025.